# Pradell (tipografia)
Pradell és una família tipogràfica dissenyada per Andreu Balius a partir dels tipus d'impremta espanyols de la segona meitat del segle xviii i, en concret, dels tipus gravats pel punxons català Eudald Pradell (Ripoll 1721 - Barcelona 1788). Va ser dissenyada entre el 2001 i 2003 com a resultat d'un treball de recerca històric sobre la tipografia espanyola del xviii, prenent el nom de "Pradell" com a homenatge i memòria a aquest gravador que tant va contribuir a la renovació dels repertoris tipogràfics. La tipografia Pradell és, per tant, una interpretació històrica que, partint dels trets característics de l'època aporta la contemporaneïtat necessària per fer d'aquest tipus de lletra una bona eina per a la composició de text.

## Eudald Pradell
Eudald Pradell (1721-1788) va néixer a Ripoll i es va traslladar a Madrid amb una pensió de Carles III. Mor a Barcelona l'any 1788.
Hi ha alguns projectes de recuperació dels seus tipus de lletra:

## Pradell
Recuperada el 2002 per Andreu Balius i distribuïda per la foneria digital TypeRepublic.
Va ser premiada amb un "Excellence in Type Design" el 2001 en la competició Bukva: ra ! organitzada per la «Asociation Typographique Internationale» (ATypI) i amb el Excellence in Type design pel «Type Directors Club», en l'any 2002.
Podeu veure una mostra de la tipografia en la seva pàgina web Arxivat 2009-06-08 a Wayback Machine. i pot adquirir-la en Typerepublic.com.

## Eudald
Recuperada per Mario Feliciano el 1998 sota el nom provisional de "Pradell Ibarra".
Podeu veure una mostra de la tipografia en Revista TR número 2, pàgina 26.
Més tard, Mario Feliciano va desenvolupar una família que va prendre el nom definitiu d'Eudald. Conté les variants Eudald News, Eudald Headlines i Eudald Fine (Roman i Itàlica). És una tipografia comercial.
Podeu veure una mostra de la tipografia i adquirir des de la seva pàgina web Arxivat 2009-08-22 a Wayback Machine..